# We Don't Have Time
We Don't Have Timeは、スウェーデンのソーシャル・ネットワーキング・サービス企業である。
創業者イングマ・レンズホッグは、環境運動家グレタ・トゥーンベリの存在を世に広めたといわれている。